# Џон Е. Даглас
Џон Едвард Даглас (Њујорк Сити, 1944/1945. (79—80 год.)) јесте амерички пензионисани специјални агент и шеф јединице у Федералном истражном бироу Сједињених Држава (ФБИ). Био је један од првих криминалистичких профајлера и написао је и био коаутор књига о криминалној психологији, крими романа и других публикација.

## Младост и образовање
Даглас је рођен у Бруклину у Њујорку, а одрастао је у Хемпстеду у Њујорку. Имао је аспирације да студира ветеринарску медицину на Универзитету Корнел, али није имао оцене да то уради, и уместо тога је уписао ветеринарски програм на Универзитету Монтана 1963. Године 1965. Даглас је напустио студије након што је зарадио слабе оцене, а 1966. је започео четворогодишњу регрутацију у Америчко ратно ваздухопловство.
Док је био у војсци, Даглас је ззаврштио студије на Универзитету Источни Нови Мексико. Док је похађао постдипломске студије психологије, Даглас је упознао агента ФБИ Франка Хејнса у Кловису, Нови Мексико, који је регрутовао Дагласа у ФБИ. Даглас је 1977. године магистрирао образовну психологију на Универзитету Висконсин и докторирао образовање на Универзитету Нова 1989.

## Каријера
Даглас се придружио ФБИ-у 1970. године и његов први задатак био је у Детроиту, Мичиген. На терену је служио као снајпериста у локалном ФБИ СВАТ тиму, а касније је постао преговарач о таоцима. Прешао је у ФБИ-јев Одељење за науку о понашању (БСУ) 1977. где је предавао преговоре о таоцима и примењену криминалну психологију на ФБИ академији у Квантику у Вирџинији новим специјалним агентима ФБИ-ја, теренским агентима и полицајцима из читавих Сједињених Држава. Створио је и руководио ФБИ-јевим програмом за профилисање криминала, који се сада зове Јединица за анализу понашања (БАУ), а касније је унапређен у шефа јединице Јединице за истражну подршку, одељења Националног центра за анализу насилног криминала ФБИ-ја (НЦАВЦ).
Док је путовао по земљи дајући упутства полицији, Даглас је почео да интервјуише серијске убице и друге насилне сексуалне преступнике у разним затворима. Интервјуисао је неке од најистакнутијих насилних криминалаца у новијој историји као део студије, укључујући Дејвида Берковица, Теда Бундија, Џона Вејна Гејсија, Чарлса Менсона, Линет Фром, Сару Џејн Мур, Едмунда Кемпера, Џејмса Ерла Реја, Сирхана Сирхана, Ричарда Спека и друге. Он је користио информације прикупљене из ових интервјуа у књизи Sexual Homicide: Patterns and Motives, праћено Приручником за класификацију злочина (CCM). Даглас је касније добио две Томас Џеферсонове награде за академску изврсност са Универзитета Вирџиније за свој рад на студији. Пензионисао се из ФБИ 1995. након 25 година.

### Профилисање
Даглас је прегледао места злочина и направио профиле починилаца, описујући њихове навике и покушавајући да предвиди њихове следеће потезе. У случајевима када је његов рад помогао у хватању криминалаца, градио је стратегије за њихово испитивање и гоњење. У време зачећа криминалног профилисања, Даглас је тврдио да су га његове колеге сумњале и критиковале. Ефикасност профилисања остаје нејасна и о њој се расправља јер су многе студије показале да је често превише неодређено да би било довољно дефинитивно да се изгради свеобухватан криминални профил.

#### Појединачни случајеви
Даглас је први пут стекао име у јавности својим учешћем у убиствима у Атланти 1979-81, кроз интервју који је дао за Пипл магазин о свом профилисању још неидентификованог убице као младог црнца. На накнадном судском поступку он је помогао тужилаштву да ухвати Вилијамса у замку да покаже бес, што је било кључно за показивање пороти да је Вилијамс убица. Даглас је потом добио писмо похвале од ФБИ-а и новчану награду за консултације тужиоца током суђења Вилијамсу.
Дагласов профил је био кључан за хапшење и осуду Роберта Хансена. Даглас је мислио да ће убица бити искусан ловац са ниским самопоштовањем, да ће имати историју одбијања од стране жена и да ће се осећати принуђеним да чува сувенире на своја убиства, као што је жртвин накит. Такође је наговестио да би нападач могао да муца. Овај профил је довео истражитеље до Хансена, који је прилагодио профил све до муцања. Приликом извршења налога за претрес, у његовом пребивалишту пронађени су сувенири у виду накита његове жртве.
Дагласове информације биле су кључне за разоткривање активног серијског убице у Шривпорту у Луизијани 1980-их. Даглас је пружио информације након што су четири члана породице Чејни/Кулберт убијена у јулу 1985. године, упоређујући сличности откривене на месту злочина са доказима пронађеним у убиству Дебре Форд годину дана раније. Натханиел Цоде је касније ухапшен због ових злочина.
Даглас је опширно писао у прилог Аманди Нокс, представљајући доказе који поткрепљују њену невиност у својој књизи Заборављени убица. Поред тога, Даглас је дао анализу случаја и закључио да су оптужени невини.

#### Каснија каријера
У октобру 2022, Мастерклас је најавио сарадњу са Дагласом у којој он предаје час о методи профилисања ФБИ-а.
Даглас је јавни говорник и повремено се појављује у јавности.
У својој пензији, Даглас наставља да делује као консултант и вештак у кривичним истрагама и суђењима, и као плаћени консултант и про боно.

### У популарној култури
У јануару 2015. креатори телевизијске емисије Злочиначки умови потврдили су да су ликови ФБИ профајлера Џејсона Гидеона и Дејвида Росија засновани на Дагласу.
Нетфликс је преузео сценарио адаптиран из књиге Mindhunter: Inside the FBI's Elite Serial Crime Unit. У серији Ловац на умове лик кога глуми Џонатан Грофа заснован је на Дагласу. Пре Нетфликс серије, ТВ документарна верзија Ловац на умове је приказивана на МСНБЦ-у, у којој је Даглас интервјуисао друге озлоглашене серијске убице као што су Џозеф Кондро и Доналд Харви. Многи Дагласови интервјуи у вези са Ловем касније су представљени у његовим књигама, укључујући и књигу The Killer Across the Table, у којој је Даглас пружио детаљне описе психопатије, посебно у случајевима Кондра и Џозефа Макгауана, који су циљали на тинејџерке које су лично познавали. и биле су ћерке пријатеља или комшија, и Харвија, једног од најплоднијих серијских убица у земљи који је користио свој положај болничког болничара да почини десетине убистава пацијената, али углавном без осећаја савести или кајања за своје злочине.

## Дела
- Douglas, John E., Ann W. Burgess, R.N., D.N Sc., Allen G. Burgess, Robert K. Ressler.
- Douglas, John E., Mark Olshaker (1995). Mindhunter: Inside the FBI's Elite Serial Crime Unit. New York: Scribner. ISBN 978-0-671-01375-2.
- Douglas, John E., Mark Olshaker (1997). Journey into Darkness. New York: Scribner. ISBN 978-0-684-83304-0.
- Douglas, John E., Mark Olshaker (1998). Obsession: The FBI's Legendary Profiler Probes the Psyches of Killers, Rapists and Stalkers and Their Victims and Tells How to Fight Back. New York: Scribner. ISBN 978-0-684-84560-9.
- Douglas, John E. (1998). Guide to Careers in the FBI. New York: Simon and Schuster. ISBN 978-0-684-85504-2.
- Douglas, John E., Mark Olshaker (1999). The Anatomy of Motive: The FBI's Legendary Mindhunter Explores the Key to Understanding and Catching Violent Criminals. New York: Scribner. ISBN 978-0-684-84598-2.
- Douglas, John E., Mark Olshaker (2000). The Cases That Haunt Us. New York: Scribner. ISBN 978-0-684-84600-2.
- Douglas, John E. (2000). John Douglas' Guide to the Police Officer Exams. Kaplan Publishing. ISBN 978-0-684-85506-6.
- Douglas, John E., Stephen Singular (2003). Anyone You Want Me to Be: A True Story of Sex and Death on the Internet. New York: Scribner. ISBN 978-0-7432-2635-6.
- Douglas, John E. (2004). John Douglas's Guide to Landing a Career in Law Enforcement. McGraw-Hill. ISBN 978-0-07-141717-4.
- Douglas, John E., Ann W. Burgess, R.N., D.N Sc., Allen G. Burgess, Robert K. Ressler (2006). Crime Classification Manual: A Standard System for Investigating and Classifying Violent Crimes, 2nd Edition. San Francisco: Jossey-Bass. ISBN 978-0-7879-8642-1.
- Douglas, John E., Johnny Dodd (2007). Inside the Mind of BTK: The True Story Behind the Thirty-Year Hunt for the Notorious Wichita Serial Killer. San Francisco: Jossey-Bass. ISBN 978-0-7879-8484-7.
- Douglas, John E., Mark Olshaker (2013). Law & Disorder. New York: Kensington. ISBN 978-0-7582-7312-3.
- Mindhunter: Inside the FBI's Elite Serial Crime Unit, October 24, 2017, with Mark Olshaker.
- Douglas, John E., Mark Olshaker (2019). The Killer Across the Table: Unlocking the Secrets of Serial Killers and Predators with the FBI's Original Mindhunter. New York: HarperCollins. ISBN 978-0-0629-1063-9.
- Douglas, John E., Mark Olshaker (2020). The Killer's Shadow: The FBI's Hunt for a White Supremacist Serial Killer. New York: HarperCollins. ISBN 978-0-0630-7444-6.
- Douglas, John E., Mark Olshaker (2022). When a Killer Calls: A Haunting Story of Murder, Criminal Profiling, and Justice in a Small Town. ISBN 978-0-0629-7979-7...

### Фикција
- Douglas, John E., Mark Olshaker (1999). Broken Wings (Mindhunters). Atria Books. ISBN 978-0-671-02391-1.
- Douglas, John E (2002). Man Down: A Broken Wings Thriller. Atria Books. ISBN 978-0-671-02392-8.